# رثاعة ملونة
رثَّاعة مُلونة أو لاغمة أوراق الأشجار المثمرة أو حفار أوراق التفاح (الاسم العلمي: Lyonetia clerkella)، هي عثة في الفصيلة الرثاعية. توجد في جميع أنحاء أوروبا وشمال غرب سبرية والشرق الأقصى وشمال إفريقيا والشرق الأوسط وتركيا والهند واليابان . يطول باع جناحيها من 7 إلى 9 مم. رواشنها بيضاء لامعة ، وأحيانًا تكون مليئة جزئيًا أو كليًا بالفسكوز. تألف المواقع التي يكثر فيها التفاح والكرز والخوخ.